# Joe Harris (Boxer)
„Gypsy“ Joe Harris (* 1. Dezember 1945 in Camden, New Jersey; † 6. März 1990 in Philadelphia) war ein US-amerikanischer Boxsportler.
Harris wuchs im Norden Philadelphias auf. Er verlor im Alter von elf Jahren das rechte Auge bei einer Auseinandersetzung auf der Straße, doch entschied er sich für eine Boxerkarriere. Sein Trainer war Willie Reddish. Harris war gelenkig und schnellfüssig. Zwischen 1964 und 1968 hatte er im Weltergewicht insgesamt 25 Kämpfe, von denen er 24 gewann, davon 8 durch KO.
Harris unterlag zum ersten Mal in einem Kampf am 6. August 1968 gegen Emile Griffith nach Punkten. Danach bekam Harris Schwierigkeiten mit seinen Managern Herman Taylor und Yank Durham. Gegen den Boxer Manny Gonzalez sollte es ein Comeback geben. Bei einer Routine-Untersuchung durch die Pennsylvania State Athletic Commission am 11. Oktober 1968 wurde die stets bekannte Tatsache – dass Harris nur auf einem Auge sieht – festgestellt und ihm seine Boxlizenz entzogen, sodass seine Box-Karriere mit 23 Jahren endete.
Harris ging mehrere Jahre gegen seinen Lizenzentzug erfolglos an.
Er schlug sich mit Gelegenheitsjobs durch und war gelegentlich auch ohne Wohnung; er wurde Alkoholiker und nahm Kokain. Er erlitt schließlich innerhalb von zwei Jahren vier Herzinfarkte und starb im Temple University Hospital im Alter von 44 Jahren.